# Aleksandar Bogdanović
Aleksandar Bogdanović (Cetinje, 11. mart 1977) crnogorski je političar, ministar kulture Crne Gore od 2017. do 2020. godine, te bivši gradonačelnik Cetinja od 2010. do 2017. godine.

## Biografija
Rođen je 11. marta 1977. na Cetinju koje je tada bilo dio Socijalističke Republike Crne Gore, te SFR Jugoslavije. Srednju skolu je završio u Kaliforniji, SAD. Diplomirao je menadžment u Beogradu. Od 2000. do 2005. godine radio je u ministarstvu ekonomije, a od 2006. godine bio je savjetnik predsjednika Crne Gore Filipa Vujanovića.
Bogdanović je 2009. godine postao najmlađi poslanik u Skupštini Crne Gore, kao član Demokratske partije socijalista. Godine 2010. započeo je svoj mandat gradonačelnika Cetinja, dok je 2013. godine, nakon ubedljive pobjede na cetinjskim lokalnim izborima stekao još jedan mandat kao gradonačelnik. Vlada Crne Gore ga je 2017. godine imenovala za ministra kulture. Tu funkciju je vršio sve do 4. decembra 2020. godine.

## Zanimljivosti
Sa pozicije ministra kulture Crne Gore, u jutarnjem programu RTCG je 2020, govoreći o pozorištu u Crnoj Gori i Šekspiru, spomenuo nepostojeće djelo Šekspira, Kralj Ilir. Šekspir je napisao tragediju koja nosi naziv Kralj Lir.